# (8356) Wadhwa
(8356) Wadhwa est un astéroïde de la ceinture principale.

## Description
(8356) Wadhwa est un astéroïde de la ceinture principale. Il fut découvert le 3 septembre 1989 à l'Observatoire Palomar par Carolyn S. Shoemaker et Eugene M. Shoemaker. Il présente une orbite caractérisée par un demi-grand axe de 2,43 UA, une excentricité de 0,29 et une inclinaison de 23,1° par rapport à l'écliptique.

## Compléments